# Vĩ tuyến 17 Bắc
Vĩ tuyến 17 Bắc là một vĩ tuyến có vĩ độ bằng 17 độ ở phía bắc của mặt phẳng xích đạo của Trái Đất. Vĩ tuyến này có ý nghĩa vô cùng quan trọng trong lịch sử Việt Nam.

## Địa lý
Bắt đầu từ kinh tuyến gốc và xoay dần về hướng đông thì vĩ tuyến 17° Bắc đi ngang qua:
| Quốc gia, vùng lãnh thổ hay biển | Ghi chú                                     |
| -------------------------------- | ------------------------------------------- |
| Mali                             |                                             |
| Niger                            |                                             |
| Tchad                            |                                             |
| Sudan                            |                                             |
| Eritrea                          |                                             |
| Biển Đỏ                          | Bao gồm cả quần đảo Farasan của Ả Rập Xê Út |
| Ả Rập Xê Út                      |                                             |
| Yemen                            |                                             |
| Oman                             |                                             |
| Biển Ả Rập                       |                                             |
| Ấn Độ                            |                                             |
| Vịnh Bengal                      |                                             |
| Myanmar (Burma)                  |                                             |
| Thái Lan                         |                                             |
| Lào                              |                                             |
| Việt Nam                         | Xem dưới đây                                |
| Biển Đông                        | Vượt qua quần đảo Hoàng Sa                  |
| Philippines                      |                                             |
| Thái Bình Dương                  | Biển Philippine                             |
| Quần đảo Bắc Mariana             | Vượt qua giữa các đảo Guguan và Sarigan     |
| Thái Bình Dương                  |                                             |
| México                           |                                             |
| Guatemala                        |                                             |
| Belize                           |                                             |
| Biển Caribe                      |                                             |
| Antigua và Barbuda               | Đảo Antigua                                 |
| Đại Tây Dương                    |                                             |
| Cabo Verde                       | Đảo Santo Antão                             |
| Đại Tây Dương                    |                                             |
| Mauritanie                       |                                             |
| Mali                             |                                             |

## Việt Nam
Năm 1954, Hiệp định Genève được ký kết, lấy vĩ tuyến 17 (vĩ tuyến 17° bắc), dọc sông Bến Hải, thuộc tỉnh Quảng Trị, làm phân định giới tuyến quân sự Bắc - Nam tạm thời cho Việt Nam, chuẩn bị cho cuộc tổng tuyển cử vào tháng 7/1956. Đến năm 1956, quy chế hoạt động tại giới tuyến được đưa ra, đặt dưới sự giám sát của Ủy ban quốc tế gồm Ba Lan, Canada và Ấn Độ. Đây là khu phi quân sự rộng 1,6 km (một dặm Anh) về mỗi phía tính từ bờ sông Bến Hải, bắt đầu từ biên giới Việt Nam – Lào cho đến bờ Biển Đông. Cũng từ đó, dòng Bến Hải chạy dọc vĩ tuyến 17 thành nơi chia cắt đất nước Việt Nam trong suốt hơn 20 năm Chiến tranh Việt Nam.